# Montjoie-Saint-Martin
Montjoie-Saint-Martin è un comune francese di 280 abitanti situato nel dipartimento della Manica nella regione della Normandia.

## Società

### Evoluzione demografica
Abitanti censiti